# Chantal David
Pour les articles homonymes, voir David (patronyme).
Chantal David (née en 1964) est une mathématicienne canadienne française qui enseigne les mathématiques à l'Université Concordia. Elle s'intéresse notamment à la théorie analytique des nombres, à la statistique arithmétique et à la théorie des matrices aléatoires. Elle s'intéresse également aux courbes elliptiques et aux modules de Drinfeld (en).

## Formation et carrière
David obtient un doctorat en mathématiques en 1993 à l'Université McGill sous la supervision de M. Ram Murty avec une thèse intitulée Supersingular Drinfeld Modules. La même année, elle intègre la faculté de l'Université Concordia. Elle est nommée directrice adjointe du Centre de recherches mathématiques de Montréal en 2004. En 2008, elle est professeur invitée à l'Université Henri Poincaré de Nancy. Elle travaille de septembre 2009 à avril 2010 à l'Institute for Advanced Study. De janvier à mai 2017, elle a co-organisé un programme sur la théorie analytique des nombres au Mathematical Sciences Research Institute (MSRI).

## Recherches
En 1999, David publie un article avec Francesco Pappalardi qui prouve que la conjecture de Lang – Trotter était valable dans la plupart des cas. Elle a montré que, pour plusieurs familles de courbes sur des corps finis, les zéros des fonctions zêta sont compatibles avec les conjectures de Katz–Sarnak. Elle a également utilisé la théorie des matrices aléatoires pour étudier les zéros dans les familles de courbes elliptiques. David et ses collaborateurs ont exposé un nouveau phénomène de Cohen-Lenstra pour le groupe de points de courbes elliptiques sur des corps finis. 

## Prix et distinctions
David a reçu le prix Krieger-Nelson de la Société mathématique du Canada en 2013,.